# Grande mosquée de Bucarest
La Grande Mosquée de Bucarest (roumain : Marea Moschee din București) était un projet de mosquée à construire à Bucarest, en Roumanie, à l'aide de fonds fournis par la Turquie et d'un terrain offert par le gouvernement roumain.
La construction de la mosquée a été négociée avec le gouvernement turc par le Premier ministre roumain Victor Ponta en 2015 et les discussions se sont poursuivies sous le président roumain Klaus Iohannis. En 2018, le projet a été abandonné faute de fonds.

## Négociations avec la Turquie
Les discussions entre la Roumanie et la Turquie sur la construction d'une mosquée à Bucarest ont été bloquées pendant 14 ans parce que le gouvernement roumain a exigé que l'Église orthodoxe roumaine soit également autorisée à construire une église à Istanbul, ce que le gouvernement turc a refusé.
En 2015, le Premier ministre roumain Victor Ponta a signé un accord qui permettait au gouvernement turc de construire la mosquée de Bucarest sans obtenir le droit pour l'Église orthodoxe roumaine de construire une église en retour. Le président turc, Recep Tayyip Erdoğan, a seulement accepté que la partie roumaine construise une chapelle et un centre de pèlerinage pour les croyants roumains.
Lors de la visite de Klaus Iohannis, le président roumain, en Turquie en mars 2016, le président de la Turquie a demandé à Iohannis d'aider le muftiat à obtenir l'autorisation pour la construction d'une mosquée du Conseil général de Bucarest.

## Construction
Le gouvernement turc devait donner 3 millions d'euros pour la construction de la mosquée, tandis que le gouvernement roumain a fourni 11 000 m 2 de terrain près de Romexpo, dans la partie nord de Bucarest, au prix de 4 millions d'euros. La mosquée était censée avoir une capacité de 2 000 personnes et comprendre également une médersa et une bibliothèque.

## Opposition
Il y avait une certaine opposition au projet à Bucarest. En fait, l'ancien président roumain Traian Băsescu a affirmé que la Roumanie n'avait pas besoin "d'un processus d'islamisation accéléré" et que les musulmans de Dobroudja avaient déjà les mosquées dont ils avaient besoin.
Tous les principaux candidats au poste de maire de Bucarest (dont Gabriela Firea du PSD, Ludovic Orban du PNL et l'homme politique indépendant Nicușor Dan) ont soit exprimé leur opposition à la construction, soit exigé un référendum local. 

## Abandon
En juillet 2018, il a été annoncé que le projet avait été abandonné faute de fonds. La terre a été rendue au gouvernement. 